# Wilfried Trott

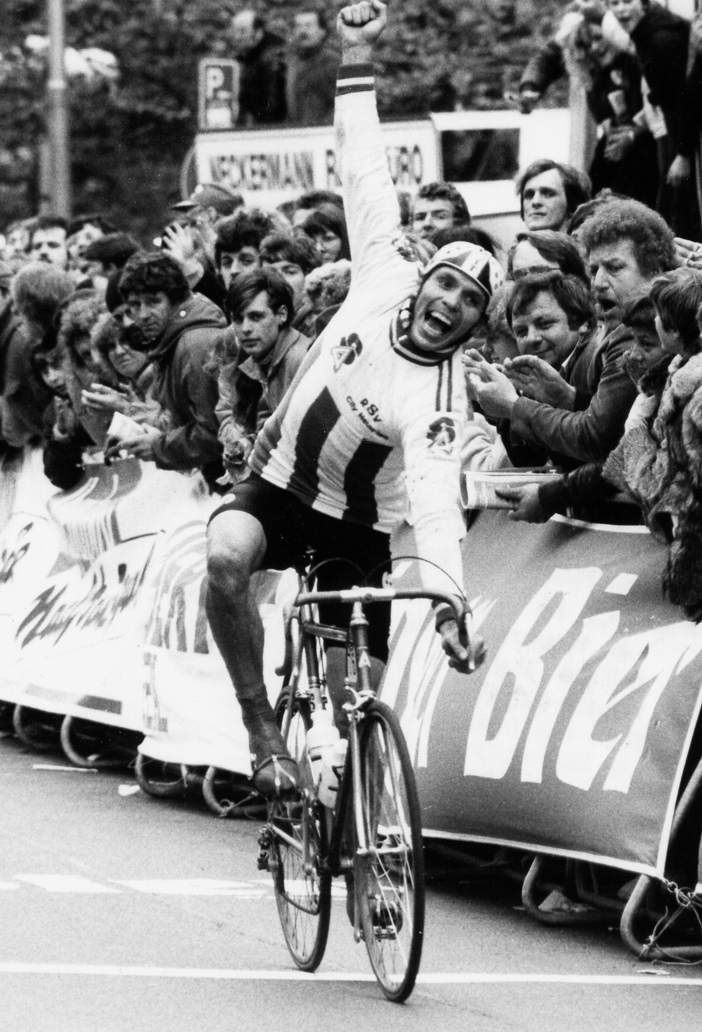
Wilfried Trott 1982

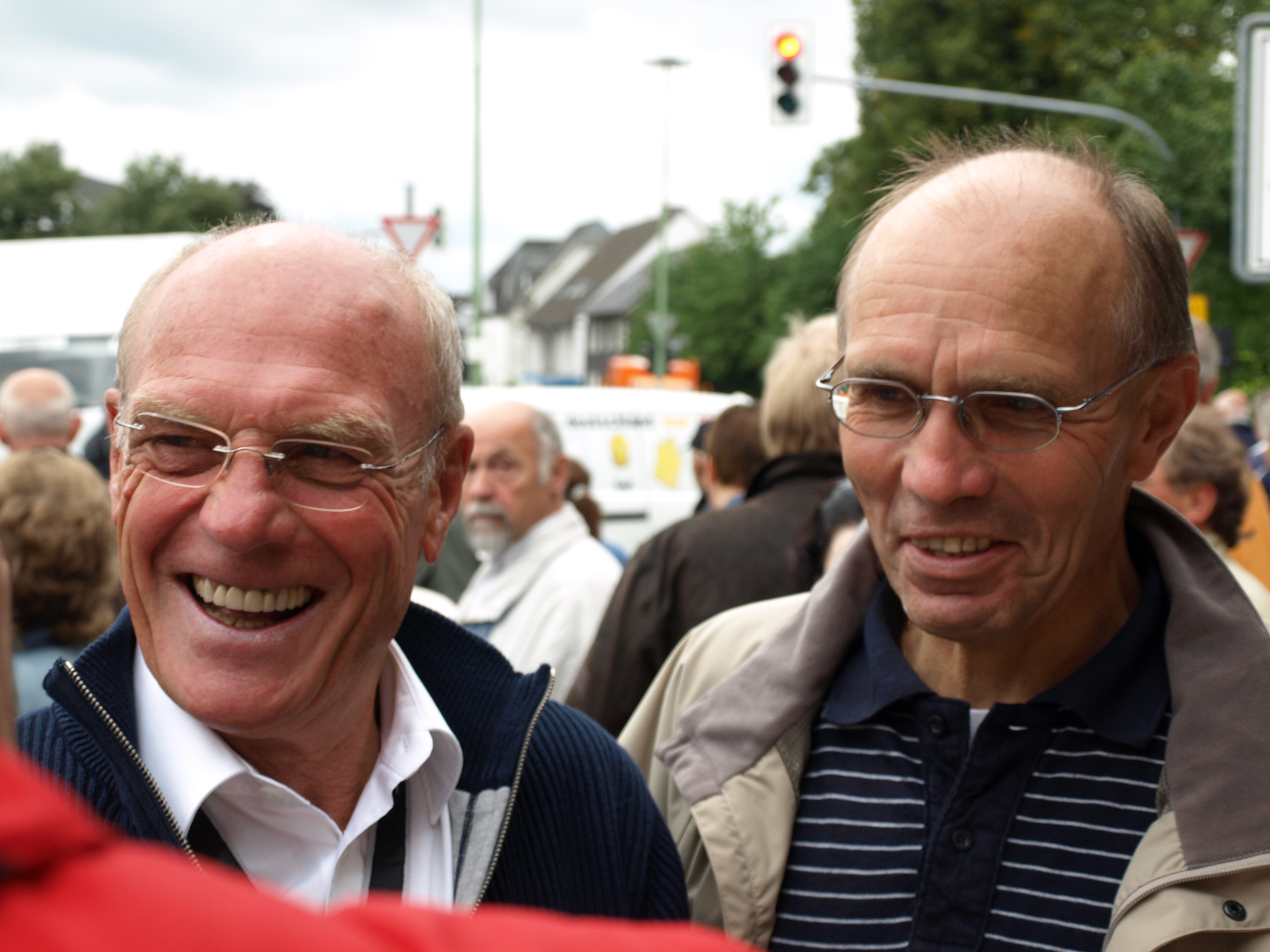
Trott (rechts) zusammen mit Rudi Altig anlässlich der Deutschlandtour 2008 in Radevormwald

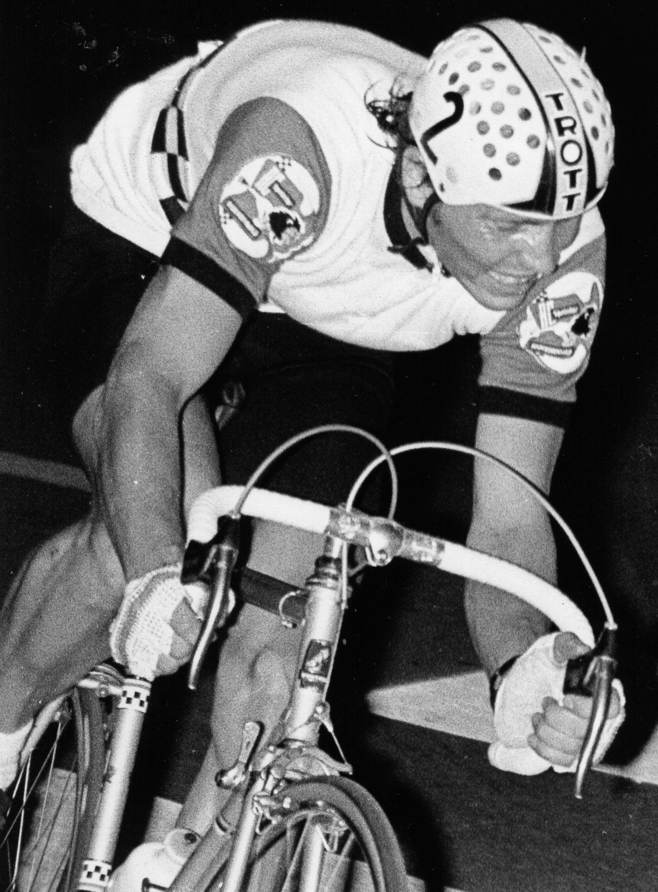
Wilfried Trott 1976 mit Trott-Helm

Wilfried Trott (* 25. Juli 1948 in Wuppertal) ist ein ehemaliger deutscher Amateur-Straßen-Radrennfahrer und zweifacher Olympiateilnehmer.

## Sportliche Laufbahn
Seinen ersten Erfolg erzielte Wilfried Trott bei seinem ersten Radrennen – einem „Ersten Schritt“ – am 13. August 1961 im heimischen Radevormwald mit dem fünften Platz.
Zwar mit Mitteln der deutschen Sporthilfe ausgestattet, aber weit von den Möglichkeiten der heutigen Teams entfernt, behaupteten sich Amateure im Rahmen der gegebenen Möglichkeiten auch international. Trott konnte diese Stellung durch einen siebten Platz im olympischen Straßenrennen bei den Olympischen Sommerspielen 1972 in München bestätigen.
Im Gegensatz zu einer Reihe anderer Spitzenfahrer seiner Generation wie Klaus-Peter Thaler oder Dietrich Thurau wechselte Trott nie ins Profi-Lager. Trott startete in den 1970er Jahren für den Verein RSV City Neuwied, zuvor war er für den PSV Köln und den RSV Viktoria Lövenich aktiv. Trott hat in seiner Laufbahn rund 1000 Radrennen bestritten, von denen er 222 gewann. 1972, 1979 und 1980 gewann er das traditionsreiche Rund um Düren. 1978 war mit 33 Siegen seine erfolgreichste Saison. Einen internationalen Titel gewann er 1974, als er bei den Europameisterschaften der Studenten Sieger im Kriterium wurde. Trott fuhr im Winter (mehr zu Trainingszwecken) auch Querfeldeinrennen. 1970 gelang es ihm bei einem Rennen in Köln alle Fahrer, die der Bund Deutscher Radfahrer für die UCI-Weltmeisterschaften nominiert hatte, zu besiegen. 1976, 1978 und 1979 gewann er die Brügelmann-Champion-Wertung als bester Straßenamateur der Saison.

## Fahrerprofil
Wilfried Trott war ein spurtstarker Fahrer, der seiner Schnelligkeit viele seiner Siege verdankt. Er setzte sich aber auch am Berg und bei Rundfahrten erfolgreich durch. Er war ein typischer Vertreter der letzten Generationen westdeutscher Spitzen-Amateure.

## Ehrungen
Wilfried Trott wurde 1972, 1979 und 1980 als „Radsportler des Jahres“ ausgezeichnet. Er ist seit 1972 Träger der Sportplakette des Landes Nordrhein-Westfalen. Er ist ausgebildeter Sportlehrer und war von 1989 bis 1991 als Assistenztrainer des Bundestrainers Peter Weibel beim Bund Deutscher Radfahrer für die Kaderfahrer der Juniorenklasse zuständig.

## Der Trott-Helm
Den Namen „Trott“ hat Wilfried Trott auch in ganz Radsport-Deutschland und darüber hinaus durch den Trott–Helm bekannt gemacht, der von seinem Vater Karl-Heinz, einem Polizisten, entwickelt und vermarktet wurde. Dieser Helm wurde vor allem in den Jugendklassen vielfach getragen – viele Jahre vor der Einführung der Helmpflicht für Profis und Amateure.

## Berufliches und Familiäres
Wilfried Trott wuchs mit seinem Zwillingsbruder Wolfgang und seinem drei Jahre älteren Bruder Hans-Peter in Wuppertal und Radevormwald auf. Er lebt heute in Radevormwald und war zuletzt bei der Stadt Radevormwald als Verwaltungsangestellter beschäftigt. Er ist seit 1988 verheiratet und Vater einer Tochter. Sein Vater war vor dem Zweiten Weltkrieg ebenfalls als Radsportler aktiv.

## Erfolge und Platzierungen
- Olympiateilnehmer 1972 München (6. Platz), 1976 Montreal (19. Platz)
- WM – Teilnehmer 1969, 1973, 1974, 1975, 1977, 1978
- Punktbester Deutscher Straßenamateur 1975 – 1979
- Deutscher Amateur-Straßenmeister 1975 und 1977
- 320 Siege als Amateur von 1967 – 1988, u. a.
  - 4× Rund um den Henninger-Turm
  - 3× Rund um Köln
  - 3× Rund um Düren
  - 3× Rund um Dortmund
  - 3× Goldener Nassauer Löwe in Wiesbaden
  - 1× Enschede–Münster.
- 160 Siege in der Seniorenklasse von 1991 – 2003
- Deutscher Meister der Seniorenklasse 3 1999 und 2003